# María de Prado
María de Prado, död 1668, var en spansk skådespelare. Hon var engagerad vid de kungliga teatrarna i Madrid, Teatro de la Cruz och Teatro del Príncipe, och tillhörde de mer uppmärksammade scenartisterna under sin samtid. Hon var ofta engagerad att uppträda vid hovet, och åtföljde hovet för att närvara vid det spansk-franska kungliga bröllopet 1660. 